# Romanów (powiat lubelski)
Romanów – wieś w Polsce, położona w województwie lubelskim, w powiecie lubelskim, w gminie Bychawa. Stanowi sołectwo gminy Bychawa.
| SIMC    | Nazwa     | Rodzaj    |
| ------- | --------- | --------- |
| 1020909 | Biesiadki | część wsi |
| 1021010 | Ziunin    | część wsi |

W latach 1975–1998 wieś należała administracyjnie do województwa lubelskiego. 
Wieś stanowi sołectwo gminy Bychawa. Według Narodowego Spisu Powszechnego z roku 2011 wieś liczyła 85 mieszkańców.
Wierni Kościoła rzymskokatolickiego należą do parafii Najświętszej Maryi Panny Matki Kościoła w Kosarzewie.